# М'ясна промисловість
М'ясна́ промисло́вість — галузь харчової промисловості, підприємства якої здійснюють заготівлю та забій худоби, птиці, кролів та виготовляють м'ясо, ковбасні вироби, м'ясні консерви, напівфабрикати (котлети, пельмені та інші кулінарні вироби).
М'ясна промисловість забезпечує населення м'ясом, напівфабрикатами, готовими виробами. За вартістю виробленої продукції ця галузь посідає перше місце в харчовій промисловості. У великих містах розміщені м'ясокомбінати, у яких комплексно переробляють продукцію тваринництва. Однак необхідно більше наближати підприємства до районів розвинутого тваринництва, щоб уникнути далеких перевезень живих тварин.
Поряд з виробництвом харчових продуктів, м'ясна промисловість випускає сухі тваринні корми, цінні медичні препарати (інсулін, гепарин, лідокаїн та інші), а також амінокислоти. Побічні продукти забою худоби (вони становлять до половини фізичної маси туші тварини) йдуть на харчові, технічні, медичні та інші цілі. Вторинні продукти — (субпродукти 2 категорії, кров, кістки, жир, кишкова сировина).

## Історія
Асортимент продукції м'ясної промисловості становить близько 400 найменувань.
У Російській імперії перші комунальні бойні збудовано у 80-х роки 19 століття в Петербурзі та Москві. В 1913 в Росії вироблено 1,3 млн тон м'яса.
В СРСР м'ясна промисловість була високо розвинутою галуззю, що включала значну кількість великих механізованих підприємств.
Під час війни з 1941 по 1945 рік підприємствам м'ясної промисловості СРСР було заподіяно дуже великих збитків. Так, в Україні було зруйновано майже всі м'ясокомбінати. Дуже потерпіло і тваринництво. В післявоєнні роки підприємства м'ясна промисловість відбудовано на новій технічній базі. Широко розгорнулось нове будівництво, що велося за типовими проектами, для яких характерні комплексність споруд, механізація та конвеєризація технологічних процесів. Було збудовано потужні підприємства м'ясна промисловість у великих промислових центрах. Найпотужніші підприємства галузі в УРСР: Київський м'ясокомбінат, Вінницький м'ясокомбінат, Дніпропетровський, Ворошиловградський, Одеський, Полтавський м'ясокомбінати. Крім державної промисловості, переробкою худоби децентралізованих заготівель займається споживча кооперація. Широкого розвитку набуває виробництво пташиного м'яса, зокрема бройлерів на спеціалізованих птахофабриках м'ясного виробництва радгоспів УРСР, які містяться поблизу промислових центрів республіки.
В 1979 в республіці було вироблено 213,4 тис. тон м'яса птиці (наприклад у 1965 — 32,1 тис. т). Виробництво м'яса (включаючи субпродукти 1-ї категорії) із сировини державних ресурсів за 1981—1985 роки порівняно з 1980 в країні зросте на 34 %. Для м'ясної промисловості важливе значення мають випереджаючі темпи розвитку холодильного й енергетичного господарства, повне використання відходів виробництва для випуску сухих білкових кормів. Розробкою наукових питань подальшого розвитку м'ясної промисловості займаються Всесоюзний інститут м'ясної промисловості (Москва), М'ясної і молочної промисловості український науково-дослідний інститут, Український державний інститут по проектуванню м'ясної і молочної промисловості (Київ).
В 1979 в СРСР вироблено 9,6 млн тон м'яса, 3,1 млн т ковбасних виробів, 1,2 млн т м'ясних напівфабрикатів. На українських землях Російської імперії підприємства по забою худоби і птиці та переробці м'яса працювали в Києві, Одесі, Харкові, Херсоні, Львові та ін. містах. У довоєнні роки в республіці було збудовано потужні м'ясокомбінати з холодильниками в Полтаві, Києві, Вінниці, Мелітополі, Кременчуці, Миколаєві, Дніпропетровську, Ворошиловграді та Одесі і птахокомбінати — в Козятині (Вінницька обл.), Первомайську (Миколаївська обл.), Бахмачі (Чернігівська обл.). Докорінно реконструйовано діючі підприємства.

## Кон'юнктура
Коливання попиту, опосередковані впливом сезонності виробництва й продажів м'ясопродуктів:
Кон'юнктура ринку, особливості ведення господарської діяльності у тваринництві, коливання попиту опосередковані впливом сезонності виробництва й продажів м'ясопродуктів. Істотні коливання характерні для 4-го кварталу, насамперед, у грудні місяці, за яким слідує різкий провал у січні (у період різдвяних канікул споживається куплене наприкінці грудня) і в лютому-березні, на які припадає час Великого посту. Для інших періодів — більш характерне перегрупування споживання м'ясопродуктів. Так, у літні місяці переважно: консерви й твердокопчені ковбаси, а також у вакуумному упакуванні й знижуються продажі виробів з низьким строком зберігання.
Сезонність, багато в чому, обумовлена технологією відгодівлі великої рогатої худоби, що дозволяє господарствам знизити собівартість вигодовування в період зеленого конвеєра. Відповідно при масовій здачі худоби пропозиція перевищує споживання. Надлишки доводиться заморожувати, переробляти в продукцію тривалого зберігання. Через це погіршується якість і втрачається до 5-6 % ресурсів м'ясопродуктів.